# Ceilão nos Jogos Olímpicos de Verão de 1960
O Ceilão competiu nos Jogos Olímpicos de Verão de 1960, realizados em Roma, Itália. O país não conquistou nenhuma medalha.